# Sokołowiec Mały
Sokołowiec Mały – potok górski w Sudetach Środkowych, w Górach Suchych, w woj. dolnośląskim.
Ciek V rzędu o długości ok. 3,385 km, lewy dopływ Sokołowca należący do dorzecza Odry, zlewiska Morza Bałtyckiego.
Górski potok, lewy dopływ Sokołowca. Długość potoku wynosi około 3,385 km. Źródła potoku znajdują się na obszarze Parku Krajobrazowego Sudetów Wałbrzyskich na wysokości około 748 m n.p.m. na północnym zboczu wzniesienia Kopica (803 m n.p.m.). Potok w górnym biegu płynie przez zalesione tereny w kierunku północno-zachodnim, po około 50 m dużym łukiem skręca w kierunku południowo-zachodnim, w stronę kotliny pomiędzy wzniesieniami Garniec (po południowej stronie) i Czarnek (po północnej stronie). Na wysokości 750 m n.p.m. potok skręca w kierunku północno-zachodnim. Po przepłynięciu ok. 1,27 km potok opuszcza zalesiony teren doliny i wpływa na teren Sokołowska do ujścia Sokołowca. Zasadniczy kierunek biegu potoku jest zachodnio-północny. Jest to potok górski zbierający wody z południowo-zachodniej części Gór Suchych i odwadniający Kotlinę którą płynie. Potok nieuregulowany o wartkim prądzie wody. W okresach wzmożonych opadów i wiosennych roztopów stwarza poważne zagrożenie powodziowe. Kilkakrotnie występował z brzegów, czyniąc znaczne zniszczenia.

## Dopływy
Dopływy Sokołowca Małego to kilka niewielkich krótkich bezimiennych cieków oraz kilka strug sezonowych, które ujawniają się w czasie wiosennych roztopów i wzmożonych opadów.

## Miejscowości położone nad potokiem
- Sokołowsko

## Inne
Na mapie Rejonowego Zarządu Gospodarki Wodnej we Wrocławiu potok Sokołowiec Mały oznaczony jest jako Dopływ spod góry Kopicy.
Potok stanowi ujęcie wody pitnej.